# توماس بیویک
توماس بیویک (به انگلیسی: Thomas Bewick) (زاده ۱۲ اوت ۱۷۵۳ –مرگ ۸ نوامبر ۱۸۲۸) چوب‌تراش و پرنده‌شناس انگلیسی بود.

## آثار
در سال ۱۷۹۰ بیویک یکی از مهم‌ترین آثار خود با نام تاریخ کلی چهارپایان را به چاپ رساند. دیگر کتاب ارزشمند او تاریخ پرندگان بریتانیا بود که در ۱۸۰۴-۱۷۹۷ به چاپ رسید. این کتاب در دو جلد با نام‌های «پرندگان زمینی» و «پرندگان آبزی» با نسخه‌ای تکمیلی در ۱۸۲۱، به چاپ رسید. کتاب چهارپایان به بررسی پستانداران سراسر جهان و به ویژه جانداران اهلی می‌پردازد و شامل پستاندارانی چون خفاش و خوک دریایی می‌شود اما آب‌بازسانانی چون نهنگ و دلفین را در بر نمی‌گیرد. پرندگان کتابی ویژه انگلستان است و در بر گیرنده مشاهدات بیویک از رفتار و عادات پرندگان ساکن در انگلستان و حومه شهرها می‌شود.
خودزندگی‌نامهای از بیویک با نام خاطرات توماس بیویک، از زبان خودش در سال ۱۸۶۲ به چاپ رسید. اندکی پس از مرگ بیویک در ۱۸۲۸، نام و یاد او توسط نامگذاری زیرگونهای از قو با نام قوی کوچک (در انگلیسی: Bewick's Swan) گرامی داشته شد.
از جمله ماندگارترین کارهای بیویک ایده او در به‌کارگیری اثر انگشت خود به منظور امضا کردن بود. او این کار را به همراه امضایی با نام خود در آغاز کتاب‌های چاپ شده‌اش انجام می‌داد. اهمیت این کار در ۲۰۰ سال پیش باعث شده‌است که بیویک از جمله نخستین کسانی شناخته شود که به اهمیت بسیار اثر انگشت در شناسایی اشخاص پی برد.

## کتاب‌ها
- Bewick, Thomas (2009). A General History of Quadrupeds: The Figures Engraved on Wood (به انگلیسی). University of Chicago Press.
- Bewick, Thomas (1975). A Memoir of Thomas Bewick (به انگلیسی). Oxford University Press.